# Lee Han-bin
Dans ce nom coréen, le nom de famille, Lee, précède le nom personnel.
Pour les articles homonymes, voir Lee.
Lee Han-bin, né le 25 septembre 1988 à Séoul, est un patineur de vitesse sur piste courte sud-coréen.

## Carrière
Il remporte la médaille de bronze toutes épreuves et la médaille d'or en relais des Mondiaux juniors en 2008 à Bolzano. Aux Championnats du monde de patinage de vitesse sur piste courte 2014 à Montréal, il est médaillé d'argent en relais.